# Hoplit
Hoplit je bil težko oborožen pešec v sestavi grške vojske v starem veku.
Oborožen je bil s sulico in mečem ter je nosil prsni oklep, golenčnike, velik okrogel ščit in čelado.
Najbolje so ta tip vojaka urili v Šparti. Tam se je vsak mož učil za vojaka in je s trdo disciplino to tudi postal po nekaj letih urjenja. Špartanci se niso bali smrti, bali so se le sramu v porazu. Bili so zelo disciplinirani in so vedno poslušali vojskovodjo. Učili so jih boja za Šparto kot celoto in ne za lastno preživetje, zato se je vojak iz vojske vrnil s ščitom v rokah, ali pa mrtev na njem. 
Špartanski vojaki so, za razliko od Rimljanov, imeli neke vrste standardno opremo. Vsi špartanski vojaki so imeli škrlatno rdeče ogrinjalo (čeprav ogrinjala niso nosili v boju) na ščitu pa so imeli grško črko Λ (lambda) , ki se izgovarja kot črka L. Špartanci so ta znak posvečali rodni deželi Lakoniji.